# SN 1998cm
SN 1998cm – supernowa typu Ia odkryta 10 czerwca 1998 roku w galaktyce A134412+0300. W momencie odkrycia miała maksymalną jasność 18,60m.